# Contemporary Art Society
Die Contemporary Art Society (CAS) ist eine englische Non-Profit-Organisation.
Sie wurde 1910 in London gegründet mit dem Zweck, das Bewusstsein und die Wertschätzung der zeitgenössischen Kunst zu fördern. Mit dem gespendeten Geld von Freunden und Förderern der CAS kauft die Gemeinschaft Kunstwerke, die sie dann öffentlichen Museen und Galerien spendet oder auf langfristiger Leihbasis zur Verfügung stellt.
Seit der Gründung sind rund 8.000 Werke unterschiedlicher Künstler von der CAS erworben und vergeben worden. Die CAS unterhält ein weltweites Netzwerk und veranstaltet Tagungen, Seminare und Konferenzen und führt jährlich eine Crowdfunding-Kampagne durch, um Spendengelder für bestimmte Projekte zu generieren. CAS ist in Großbritannien offiziell als Wohltätigkeitsorganisation unter der Nummer 208178 im Register der Charity-Kommission eingetragen.
Die National Gallery (London) ernennt in Kooperation mit der Contemporary Art Society im Rahmen des Residenzprogramms zur Förderung von Künstlern jedes Jahr einen Artist in Residence. Dabei erwirbt die CAS eines der Kunstwerke, das im Laufe des Förderungsjahres vom ansässigen Künstler geschaffen wurde und stellt es den öffentlichen Sammlungen in Großbritannien zur Verfügung.